# تایگر زنده است
تایگر زنده است (انگلیسی: Tiger Zinda Hai) یک فیلم اکشن هندی به کارگردانی علی عباس ظفر است که از سوی یاش راج فیلمز در ۲۲ دسامبر ۲۰۱۷ منتشر شد. از بازیگران آن می‌توان به سلمان خان، کاترینا کایف، پارش راوال، سودیپ، انگاد بدی، گیریش کارناد، نها هینگه اشاره کرد. این فیلم دنبالهٔ زمانی تایگر وجود داشت است. در این فیلم، تایگر و زویا از مخفیگاه بیرون می‌آیند تا گروگان‌هایی را که توسط یک سازمان تروریستی به نام ISC در عراق نگهداری می‌شوند، نجات دهند.
به‌طور کلی تین فیلم نقدهای مثبتی از منتقدان برای سکانس‌های اکشن، طرح و اجرای بازیگران دریافت کرد. این فیلم مانند سلف خود، رکوردهای متعددی را در گیشه در طول اکران خود ثبت کرد و بیش از ۵۷۰ کرور روپیه (۸۷٫۵۳ میلیون دلار آمریکا) در سرتاسر جهان فروخت، که به چهاردهمین فیلم هندی پرفروش تبدیل شد. همچنین رکورد بالاترین افتتاحیه آخر هفته را برای یک فیلم هندی زبان با ۱۱۴ کرور روپیه (۱۷٫۵۱ میلیون دلار آمریکا) به نام خود ثبت کرد. در شصت و سومین دوره جوایز فیلم‌فیر این فیلم برنده جایزه بهترین اکشن شد. سومین قسمت از این فرنچایز با عنوان تایگر ۳ در سال ۲۰۲۳ منتشر خواهد شد.

## خلاصه داستان
شهر موصل عراق توسط گروه تروریستی داعش اشغال شده و در این بین تعدادی از پرستاران هندی گروگان گرفته شده‌اند حالا سال‌ها پس از قسمت اول سازمان اطلاعاتی هند برای گرفتن کمک به تایگر مراجعه می‌کند. تایگر(سلمان) که قبلاً عضو سازمان جاسوسی هند بوده و همسرش زویا (کاترینا کایف) در این سال‌ها همراه هم زندگی آرامی را سپری کرده‌اند. اما حالا تایگر موظف می‌شود تا طی مدتی کوتاه پرستاران را نجات دهد او به عراق می‌رود اما وقتی در عملیات و در یک صحنه گرفتار می‌شود زویا سر می‌رسد و او را نجات می‌دهد.
زویا نیز که ملیت پاکستانی دارد به او می‌گوید علاوه بر پرستاران هندی گروهی از پرستاران پاکستانی هم اسیر شده‌اند برای همین او به این مأموریت آمده‌است تا به نجات جان پرستاران پاکستانی کمک کند حالا آن دو به اعضای تیمشان پیشنهاد می‌دهند تا برای هدفی مشترک با هم متحد شوند و افراد آن‌ها ناچار به پذیرش اتحاد با دشمن قدیمی هستند و.

## بازیگران و نقش‌ها
- سلمان خان: راویناش «تایگر» سینگ
- کاترینا کایف: زویا
- سجاد دل‌افروز: ابوعثمان
- پارش راوال:فردوس
- انگاد بدی:نامیت
- گیریش کارناد: شنوی
- نها هینگه: ماریا
- کشمیرا ایرانی: پرستار پاکستانی به ا